# Haplostachys linearifolia
Haplostachys linearifolia är en kransblommig växtart som först beskrevs av Emmanuel Drake del Castillo, och fick sitt nu gällande namn av Earl Edward Sherff. Haplostachys linearifolia ingår i släktet Haplostachys och familjen kransblommiga växter. Inga underarter finns listade i Catalogue of Life.